# De la capăt (All Over Again)
"De la capăt (All Over Again)" é uma canção da banda romena Voltaj. Esta canção representou a Roménia em Viena, Áustria no Festival Eurovisão da Canção 2015, na 1ª semi-final, no dia 19 de maio de 2015 e, após o apuramento, na final, no dia 23 de maio.
A referida canção foi interpretada em romeno e inglês. Foi a décima-quinta canção a ser interpretada na noite da 1ª semi-final, depois da canção da Albânia "I'm Alive" e antes da canção da Geórgia "Warrior". Terminou a competição em 5.º lugar tendo recebido 89 pontos, conseguindo passar à final.
Na final foi a décima-nona canção a ser interpretada na noite da final, depois da canção da Letónia "Love Injected" e antes da canção da Espanha "Amanecer". Terminou a competição em 15.º lugar tendo recebido 35 pontos.